# Otroeda papilionaris
Otroeda papilionaris är en fjärilsart som beskrevs av Jordan 1924. Otroeda papilionaris ingår i släktet Otroeda och familjen tofsspinnare. Inga underarter finns listade i Catalogue of Life.